# Dwór w Bortnikach
Dwór w Bortnikach – zabytkowy dwór (budynek) we wsi Bortniki (obwód lwowski).
Piętrowy dwór  wybudowany w 1883 na planie prostokąta według projektu Juliana Zachariewicza w stylu willowym, kryty dachem czterospadowym z ryzalitem od frontu, krytym natomiast dachem dwuspadowym. W ryzalicie: a) główne wejście zwieńczone półkoliście z agrafą zawierającą  herb Jelita; ozdobione portalem z dwiema półkolumnami jońskimi potrzymującymi pilaster; b) kartusze z herbami Franciszka Zamoyskiego - Jelita (L) i  Marii Lubomirskiej (1877-1954) - Szreniawa (P) nad arkadowym oknem poddasza w kształcie biforium. W otoczeniu dwie oficyny wybudowane w XIX w., w stylu klasycystycznym. Park angielski znajdował się na stoku poniżej dworu.

Herb Jelita
Herb Szreniawa